# 阿拉茨基維鄉

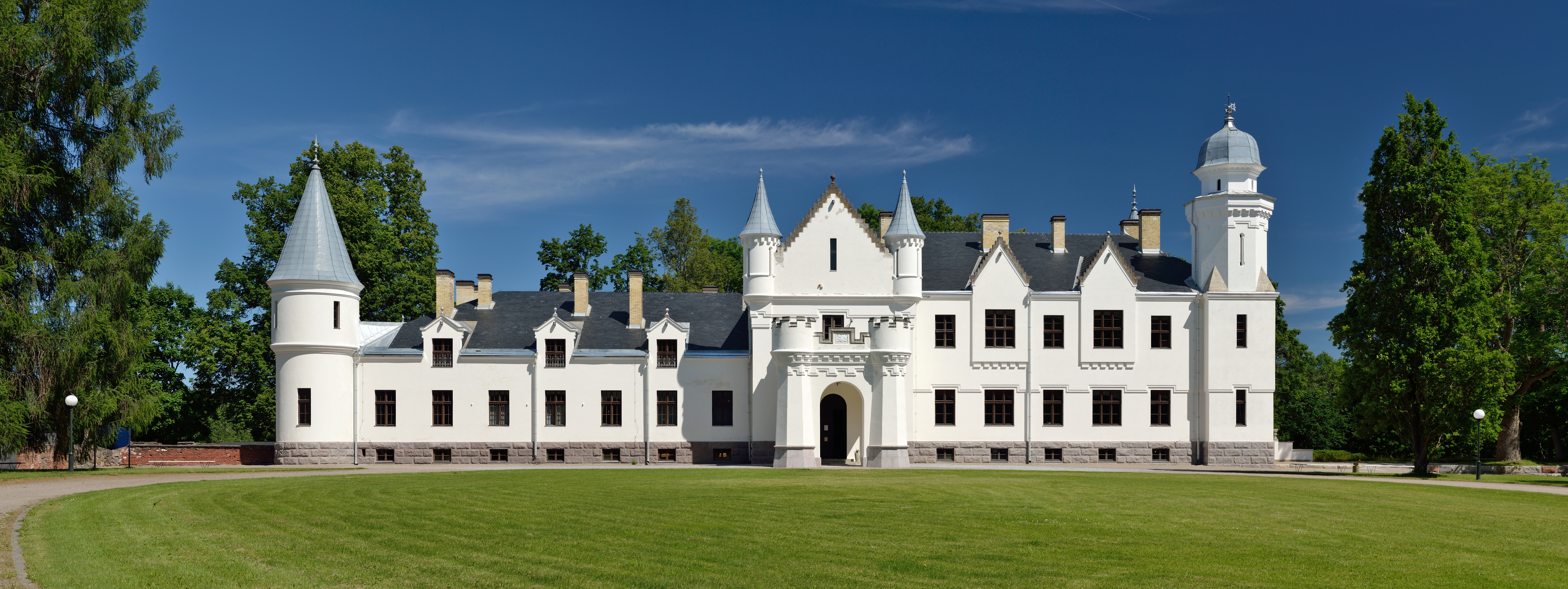
阿拉茨基维城堡

58°36′N 27°8′E / 58.600°N 27.133°E
阿拉茨基維鄉，曾是愛沙尼亞塔爾圖縣的一個鄉村型市镇，位於該國東南部，行政中心設於阿拉茨基維，面積128平方公里，2005年人口1,510，人口密度每平方公里12人。
2017年爱沙尼亚行政改革后，阿拉茨基維市镇与其他市镇一起合并为新的佩普西埃雷市镇。